# Curimata
Curimata és un gènere de peixos de la família dels curimàtids i de l'ordre dels caraciformes.

## Taxonomia
- Curimata acutirostris (Vari & Reis, 1995)[2]
- Curimata aspera (Günther, 1868)[3]
- Curimata cerasina (Vari, 1984)[4]
- Curimata cisandina (Allen, 1942)[5]
- Curimata cyprinoides (Linnaeus, 1766)[6]
- Curimata incompta (Vari, 1984)[4]
- Curimata inornata (Vari, 1989)[7]
- Curimata knerii (Steindachner, 1876)[8]
- Curimata macrops (Eigenmann & Eigenmann, 1889)[9]
- Curimata mivartii (Steindachner, 1878)[10]
- Curimata ocellata (Eigenmann & Eigenmann, 1889)[9]
- Curimata roseni (Vari, 1989)[7]
- Curimata spixii (Swainson, 1839)
- Curimata vittata (Kner, 1858)[11][12][13][14][15][16][17][18]